# 朝鮮総督府鉄道プレハ形蒸気機関車
朝鮮総督府鉄道プレハ形蒸気機関車は、かつて日本統治時代の朝鮮で朝鮮総督府鉄道が使用した短距離旅客用タンク式蒸気機関車である。形式称号の「プレハ」とは、ホワイト式車輪配置2-6-2（日本式1C1、アメリカ式「プレーリー」）の第8形式であることを意味する。
京仁線で旅客列車を牽引する目的で1932年（昭和7年）より京城工場と汽車製造、日本車輌製造で製造された。同時期に設計された軽快客車とともに京城 - 仁川間を30分ほどで走る構想があったが、最終的に50分で走ることになった。当機は評判がよく、京城 - 水原間（京釜線）、平壌 - 新南浦間（平南線）でも用いられた。

## 主要諸元
（プレハ1 - 6を示す）
- 車輪配列 : 1C1(2-6-2)
- 使用圧力 : 14.0kg/cm2
- 最大気筒牽引力 : 8050kg
- 機関車重量(運転整備時) : 61.66t
- 最大長 : 10,928mm
- 最大幅 : 3,010mm
- 最大高 : 3,940mm
- 動輪直径 : 1,520mm
- 許容最高速度 : 90km/h